# Gerhard Melzer
Gerhard Melzer (* 17. Jänner 1950 in Graz) ist ein österreichischer Germanist und Literaturkritiker sowie Gründer des Franz-Nabl-Instituts für Literaturforschung an der Universität Graz und des Literaturhauses Graz.

## Leben
Melzer wuchs als Sohn einer rumäniendeutschen Familie in Graz auf und studierte nach der Matura Germanistik und Geschichte an der Universität Graz. 
1975 promovierte er mit der Studie Das Phänomen des Tragikomischen. Untersuchungen zum Werk von Karl Kraus und Ödön von Horváth zum Doktor der Philosophie. Seine Habilitationsschrift legte er 1985 zum Werk des österreichischen Schriftstellers Wolfgang Bauer vor. Der Germanist zeichnete in der Folge auch als Herausgeber der Werkausgabe von Wolfgang Bauer im Literaturverlag Droschl verantwortlich. 
In seinen wissenschaftlichen Arbeiten widmete sich Melzer vorwiegend der zeitgenössischen österreichischen Literatur, insbesondere den Autoren rund um die Literaturzeitschrift manuskripte, darunter Barbara Frischmuth, Peter Handke, Alfred Kolleritsch und Gerhard Roth. 
Gemeinsam mit dem Grazer Germanisten Kurt Bartsch rief Melzer 1991 die Reihe „Dossier“ im Literaturverlag Droschl ins Leben. Bis 2011 erschienen 30 Bände mit Materialien zu Leben, Werk und Rezeption prägender österreichischer Autoren vorwiegend der Nachkriegszeit, darunter Elfriede Jelinek, Friederike Mayröcker und Werner Schwab, aber auch zu Raoul Hausmann, Elias Canetti und Leopold von Sacher-Masoch.
Melzer ist mit der Universitätslektorin und Übersetzerin Jale Melzer-Tükel verheiratet und lebt in Graz und Istanbul.

## Journalistische Tätigkeit
Seit den Anfangsjahren seiner wissenschaftlichen Karriere war Melzer parallel auch journalistisch tätig. Er arbeitete in den 1970er- und 1980er-Jahren als Theaterkritiker und fallweise als Hörspiel-Regisseur in der Literaturredaktion des ORF-Landesstudios Steiermark. Später trat er als Rezensent u. a. für die Neue Zürcher Zeitung und den Standard in Erscheinung. 1988 war Gerhard Melzer Mitglied der Jury der Tage der deutschsprachigen Literatur (Bachmannpreis). "Statt eines plumpen Daumen-rauf-oder-runter-Prinzips prägt diese Buchbesprechungen eine wohltuend
wertschätzende Haltung, die Geschmacksurteile ausspart", schreibt der Autor Andreas Unterweger in einer Besprechung zu gesammelten Rezensionen von Gerhard Melzer. Dieser verstehe Kritik "nicht als Beurteilungsinstanz, sondern als 'eine Dienstleistung, die das Verständnis des besonderen Weltzugangs Literatur tunlichst zu befördern' hat."

## Gründung Franz-Nabl-Institut und Literaturhaus Graz
Gerhard Melzer war erster Leiter des 1990 gegründeten Franz-Nabl-Instituts für Literaturforschung der Universität Graz sowie des mit dem Nabl-Institut kooptierten Literaturhauses Graz, das im Rahmen der Kulturhauptstadt Europas Graz 2003 ins Leben gerufen wurde. Als Leiter des Literaturhauses war er stets um thematische Breite bemüht und an der Förderung einer lebendigen Literaturszene interessiert. So unterstützte er unter anderem die junge Grazer Autorengruppe Plattform, zu der etwa der spätere Büchner-Preisträger Clemens J. Setz und die Autorin Valerie Fritsch gehörten. Melzer leitete das Nabil-Institut und das Literaturhaus bis zu seiner Pensionierung im Jahr 2015.

## Schriften (Auswahl)
Gerhard Melzer ist publizistisch sowohl als Herausgeber von Monografien und Sammelbänden über die deutschsprachige Gegenwartsliteratur in Erscheinung getreten als auch mit eigenen essayistischen Texten zur Literatur. 
- Wolfgang Bauer. Eine Einführung in das Gesamtwerk, Athenäum Verlag: Königstein im Taunus 1981
- Die verschwiegenen Engel. Aufsätze zur österreichischen Literatur, Literaturverlag Droschl: Graz-Wien 1998, ISBN 978-3-85420-481-7
- (Hg.) Es liegt was in der Luft. Die Himmel Europas,  Literaturverlag Droschl: Graz-Wien 2003, ISBN 978-3-85420-624-8

- (Hg.): Peter Handke: Über Musik. Mit Illustrationen von Amina Handke, Literaturverlag Droschl: Graz-Wien 2003, ISBN 978-3-85420-623-1
- (Hg. gemeinsam mit Daniela Bartens): Gerhard Roth „Orkus“. Im Schattenreich der Zeichen, Springer-Verlag: Wien-New York 2003, ISBN 978-3-211-00648-1
- Peter Turrini im Gespräch mit Werner Krause und Gerhard Melzer, Edition Kleine Zeitung: Graz 2014, ISBN 978-3-902819-40-6
- Von Äpfeln, Glasaugen und Rosenduft. Literaturgeschichten, Sonderzahl Verlag: Wien 2020, ISBN 978-3-85449-544-4
- Auf nach Graz. Zu Fuß durch 1170 Kilometer Stadt, Sonderzahl Verlag: Wien 2023, ISBN 978-3-85449-636-6
- Das lange Leben der Bücher. Eine Auslese, Sonderzahl Verlag: Wien 2025, ISBN 978-3-85449-678-6

## Auszeichnungen
- 1989 Sandoz-Preis für Geisteswissenschaften[7]
- 2010 Großes Ehrenzeichen des Landes Steiermark
- 2015 Großes Goldenes Ehrenzeichen des Landes Steiermark[8]

## Belege
1. ↑  Lesen, schreiben, gehen: Gerhard Melzer. In: Podcast „Das rote Mikro. Literatur“ / de.cba.media. 20. November 2023, abgerufen am 14. Juli 2025.
2. ↑  Das Phänomen des Tragikomischen : Untersuchungen zum Werk von Karl Kraus u. Ödön von Horváth. In: Deutsche Digitale Bibliothek. Abgerufen am 15. Juli 2025.
3. ↑  Zur Buchreihe Dossier (1991-2011). In: Website des Franz-Nabl-Instituts für Literaturforschung an der Universität Graz. Abgerufen am 14. Juli 2025.
4. ↑  Gerhard Melzer. In: Website des Literaturhauses Graz. Abgerufen am 14. Juli 2025.
5. ↑  Rezensionen als Kunstform: Gerhard Melzers 'Das lange Leben der Bücher'. In: Der Standard vom 03.08.2025. Abgerufen am 8. August 2025.
6. ↑  Gerhard Melzer: Abschied vom Literaturhaus. In: ORF Steiermark. 4. März 2015, abgerufen am 14. Juli 2025.
7. ↑  Personalia. In: Magazin „Unizeit“ der Universität Graz, PDF. 1990, abgerufen am 14. Juli 2025.
8. ↑  Große Goldene Ehrenzeichen des Landes Steiermark verliehen. In: Website des Landes Steiermark. 15. Juni 2015, abgerufen am 14. Juli 2025.

| Personendaten    | Personendaten              |
| ---------------- | -------------------------- |
| NAME             | Melzer, Gerhard            |
| KURZBESCHREIBUNG | österreichischer Germanist |
| GEBURTSDATUM     | 17. Januar 1950            |
| GEBURTSORT       | Graz, Steiermark           |